# Gobelin

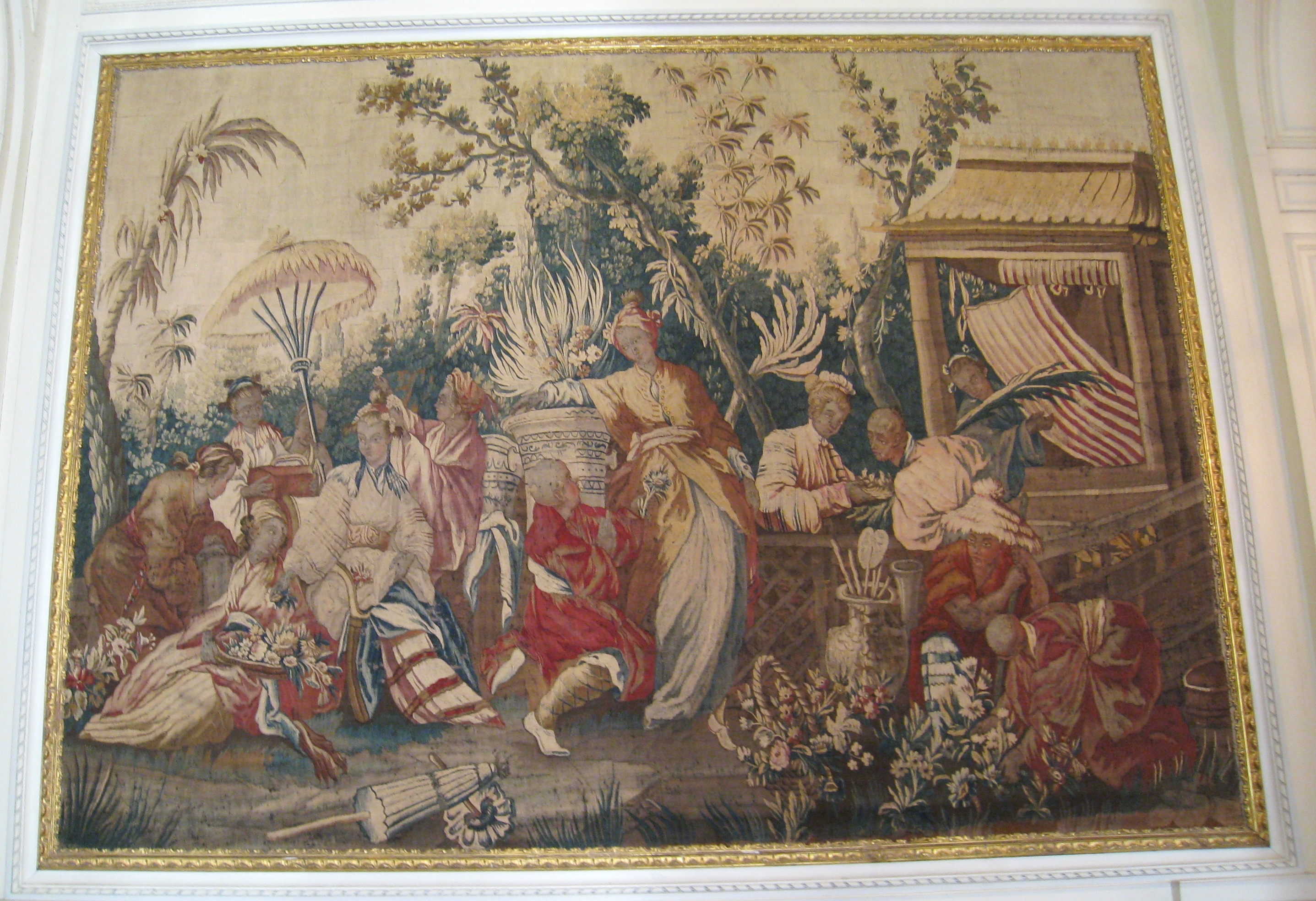
Tapeçaria de Gobelins por volta de 1680, no Musée Nissim de Camondo, Paris

Gobelin era o nome de uma família de tintureiros, que provavelmente eram originários de Reims, França, e que em meados do século XV se estabeleceram no Faubourg Saint Marcel, em Paris, às margens do Bièvre.
O primeiro chefe da empresa foi Jehan Gobelin (falecido em 1476). Ele descobriu um tipo peculiar de corante escarlate e gastou tanto dinheiro no seu estabelecimento que ele foi chamado pelas pessoas comuns de la folie Gobelin. À tinturaria foi acrescentada no século XVI uma manufatura de tapeçarias.
A riqueza da família aumentou tão rapidamente que, na terceira ou quarta geração, alguns deles abandonaram o seu comércio e compraram títulos de nobreza. Mais de um deles ocupou cargos de estado, entre outros Balthasar, que se tornou sucessivamente tesoureiro-geral da artilharia, tesoureiro extraordinário da guerra, conselheiro secretário do rei, chanceler do tesouro, conselheiro de estado e presidente da câmara de contas, e que em 1601 recebeu de Henrique IV as terras e o senhorio de Brie-Comte-Robert. Ele morreu em 1603. O nome dos Gobelins como tintureiros deixa de ser encontrado depois do final do século XVII.
Em 1662, as obras no Faubourg Saint Marcel, com os terrenos adjacentes, foram compradas por Jean-Baptiste Colbert em nome de Luís XIV e transformadas numa fábrica geral de estofados, a Manufatura dos Gobelins.
Em várias línguas, "gobelin" é sinónimo de "tapeçaria".